# Globignatha rohri
Globignatha rohri is een spinnensoort uit de familie Symphytognathidae. De soort komt voor in Brazilië.